# Ниоська сільська рада
Ни́оська сільська рада (ест. Nõo külanõukogu, рос. Ныоский сельский совет) — сільська рада в Естонській РСР, адміністративно-територіальна одиниця в складі повіту Тартумаа (1945—1950, 1990—1991), Елваського району (1950—1962) і Тартуського району (1962—1990).

## Географічні дані
Сільська рада розташовувалася в південній частині Тартуського району.
1972 року площа сільради складала 198 км2, у 1977 році — 177 км2.
Населення за роками

## Населені пункти
Адміністративний центр — селище Нио, що розташовувалося на відстані 13 км на північний схід від міста Елва.
1979 року Ниоській сільській раді підпорядковувалися населені пункти:
селища: Нио (Nõo), Тиравере (Tõravere);
села: Айамаа (Aiamaa), Алтмяе (Altmäe), Віссі (Vissi), Войка (Voika), Енну (Ennu), Етсасте (Etsaste), Іллі (Illi), Кеері (Keeri), Кетнері (Ketneri), Колґа (Kolga), Кяені (Kääni), Лаґуя (Laguja), Луке (Luke), Меері (Meeri), Ниґіару (Nõgiaru), Сассі (Sassi), Тамса (Tamsa), Уніпіга (Unipiha), Уута (Uuta), Ярісте (Järiste).

## Землекористування
1954 року в межах території сільради землями користувалися колгоспи: ім. В. І. Леніна, «Нове Життя» («Uue Elu»), «Комсомолець» (Komnoor), а також радгосп «Нио».

## Історія

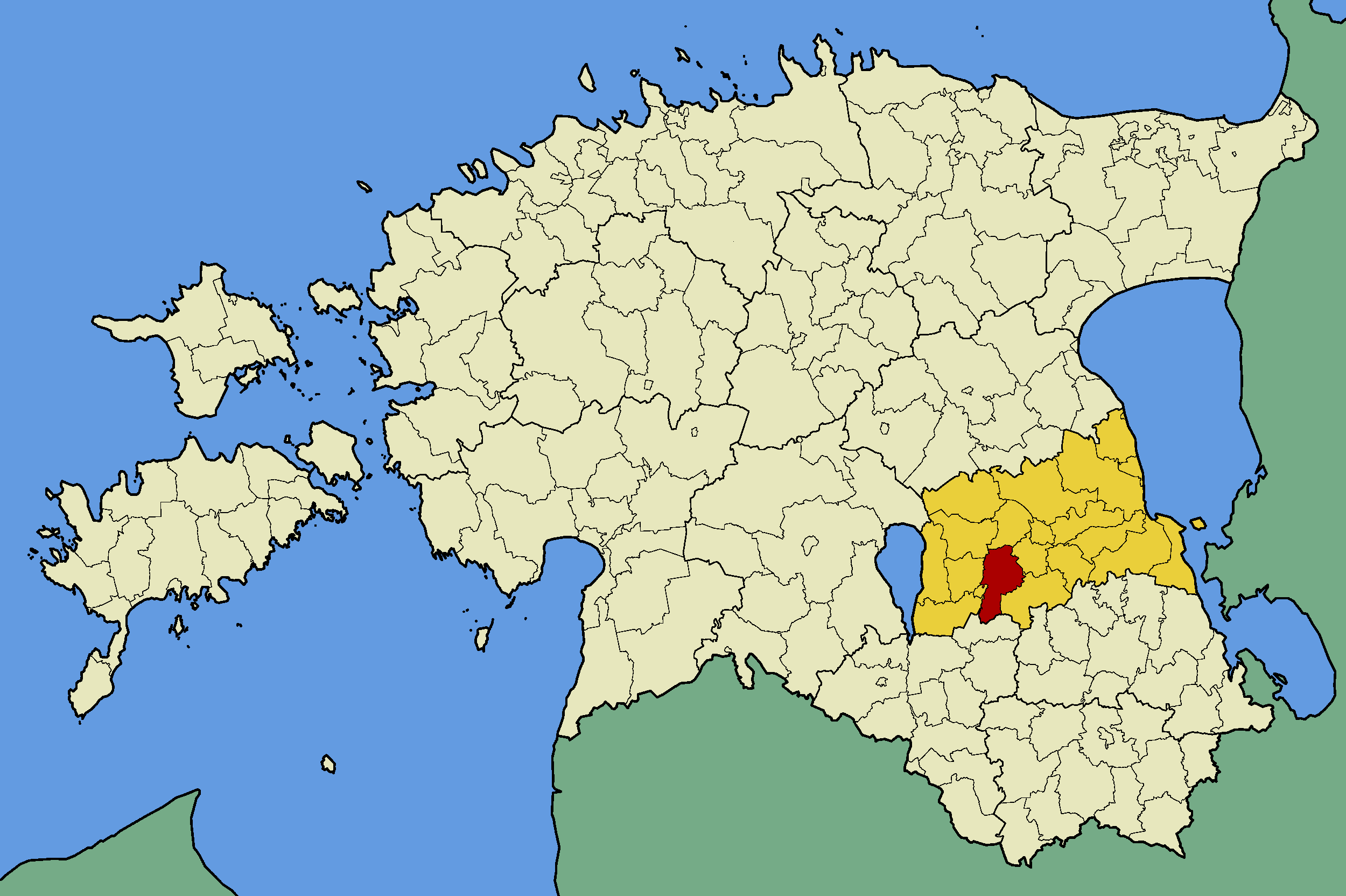
Волость Нио після 1990 року

13 вересня 1945 року на території волості Нио в Тартуському повіті утворена Ниоська сільська рада з центром у селищі Нио. Головою сільської ради обраний Карл Кюлаотс (Karl Külaots), секретарем — Леа-Ріта Рятсеп (Lea-Rita Rätsep).
26 вересня 1950 року, після скасування в Естонській РСР повітового та волосного поділу, сільська рада ввійшла до складу новоутвореного Елваського сільського району. 17 червня 1954 року територія сільради збільшилася внаслідок приєднання земель ліквідованих Лукеської та Мееріської сільських рад. 3 вересня 1960 року територія радгоспу «Нигіару» (Nõgiaru), що належала сільраді, передана до складу Лемматсіської сільської ради Тартуського району.
21 грудня 1962 року після скасування Елваського району Ниоська сільська рада приєднана до Тартуського району. 27 грудня 1968 року територія сільради збільшилася внаслідок отримання земель від Лемматсіської (2018 га) та Тягтвереської (269 га) сільських рад. 27 липня 1972 року відбулася передача сільраді частини території (6265 га) ліквідованої Елваської сільської ради. 27 грудня 1976 року сільрада отримала 122 га від Лемматсіської сільради та передала 2271 га Камб'яській.
11 липня 1991 року Ниоська сільська рада Тартуського повіту перетворена у волость Нио з отриманням статусу самоврядування.